# Кладбище Раади
Кладбище Ра́ади (эст. Raadi kalmistu) — некрополь в Тарту.
Представляет собой комплекс пяти кладбищ

— приходское кладбище Св. Петра и Св. Марии

— православное Успенское кладбище

— немецкое кладбище Св. Иоанна

— университетское кладбище

— военное кладбище

— еврейское кладбище

В 1961 году объединены под общим наименованием — кладбище Раади.

## История
Основано в 1773 году, после указа 1772 года о запрете хоронить на городской территории по всей Российской империи кого бы то ни было во избежание эпидемий. Кладбище Раади пришло на смену старым городским кладбищам Св. Антония и Св. Анны.
Под кладбище был выделен участок земли за рекой Эмайыги. Название кладбища связано с близ расположенной усадьбой.
При организации кладбища были заложены церковь Св. Иоанна на немецкой части кладбища, а также православная часовня на русском погосте (впоследствии перестроена).
До 1841 года было единственным кладбищем города. В 1855 году было расширено за счёт усадебных полей. В 1924 году было открыто военное кладбище. С репатриацией после 1939 года этнических немцев из Прибалтики в Германию количество захоронений на кладбище сильно уменьшилось.
В советское время могила Юлиуса Куперьянова, погибшего во время освободительной войны (1919), стала символом сопротивления, куда тайком приносили цветы и свечи. Обелиск на могиле — скульптор Яан Коорт (1925).
По торжественным дням кладбище посещают первые лица Эстонии, здесь проходят мероприятия, приуроченные к годовщинам подписания Тартуского мирного договора — руководители города Тарту возлагают венки к могиле Юлиуса Куперьянова

## Известные захоронения
См. категорию Похороненные на кладбище Раади
- Фаддей Булгарин (1789—1859) — русский писатель, журналист, критик.
- Карл Эрнст фон Бэр (1792—1876) — академик Петербургской академии наук, президент Русского энтомологического общества, один из основателей Русского географического общества.
- Каарел Ирд (1909—1986) — советский эстонский актёр, театральный режиссёр, педагог, общественный деятель. Народный артист СССР, .
- Юрий Лотман (1922—1993) — русский литературовед, культуролог и семиотик.
- Освальд Тооминг (1914—1992) — эстонский и советский писатель, драматург, сценарист, журналист.
- Хуго Треффнер (1845—1912) — эстонский педагог, публицист, редактор, основатель и многолетний директор гимназии в Юрьеве, единственной крупной средней школы в XIX веке на территории современной Эстонии. Видный деятель эстонского национального пробуждения.

## Галерея

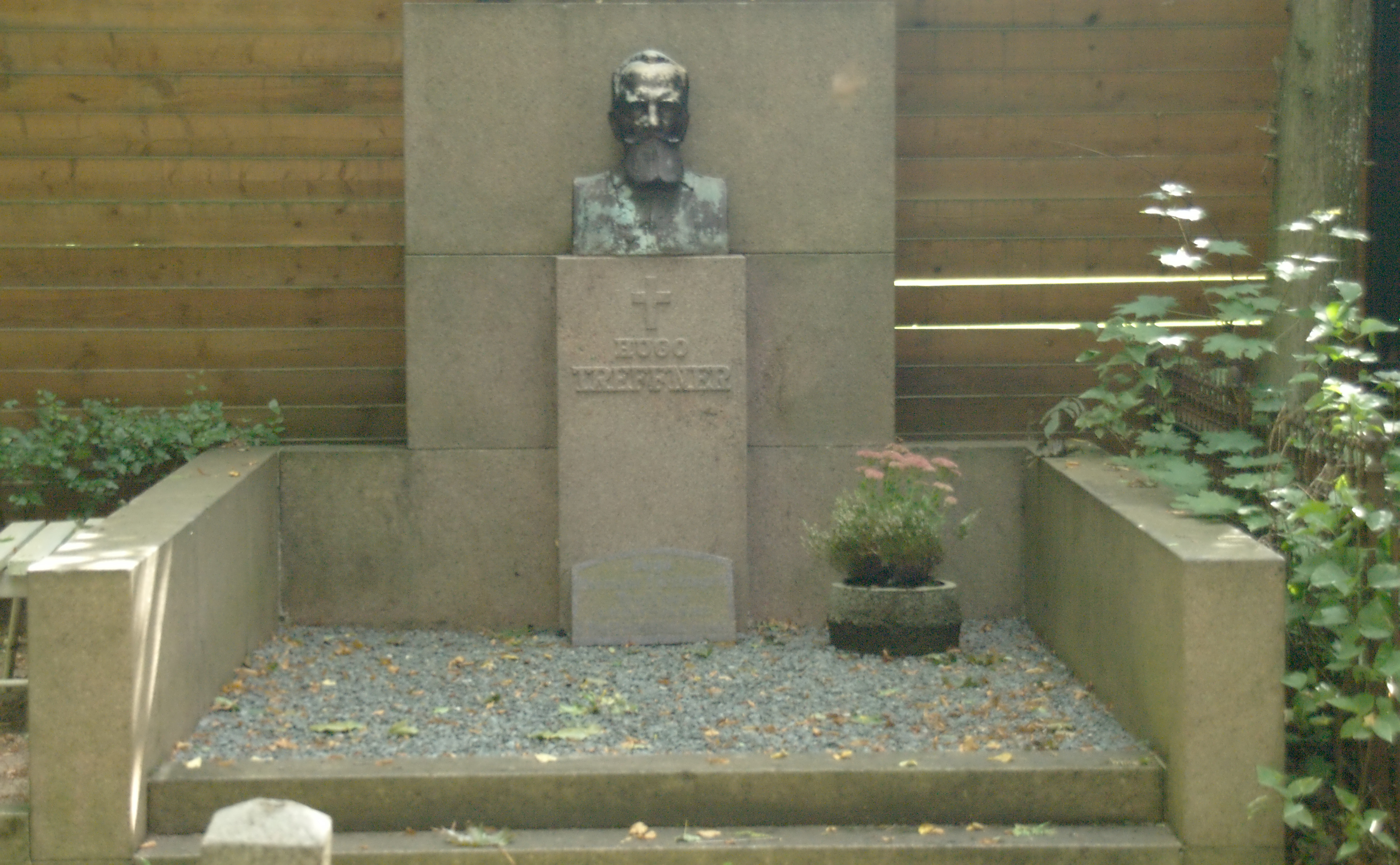
Могила Хуго Треффнера
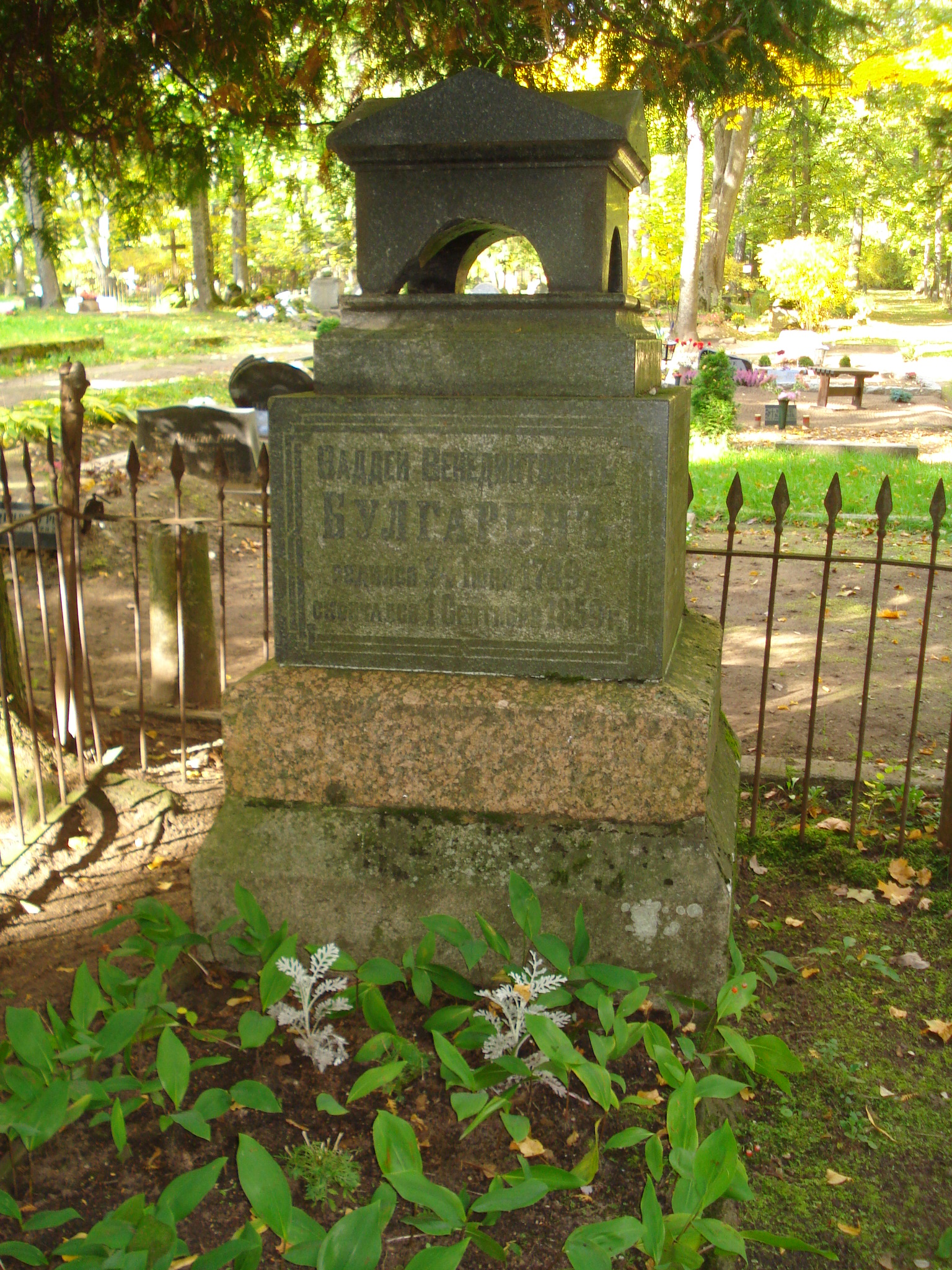
Могила Фаддея Булгарина
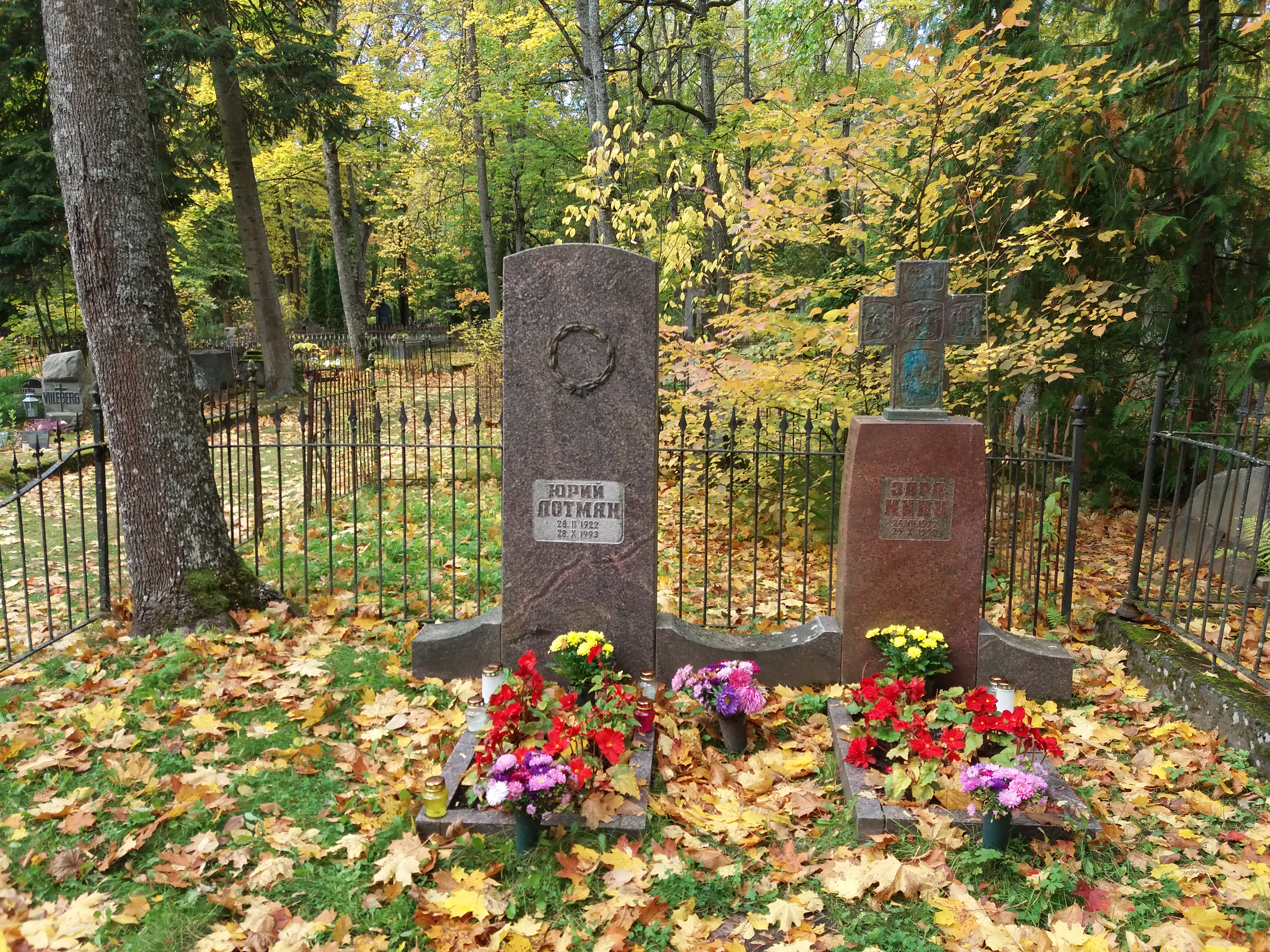
Могила Юрия Лотмана
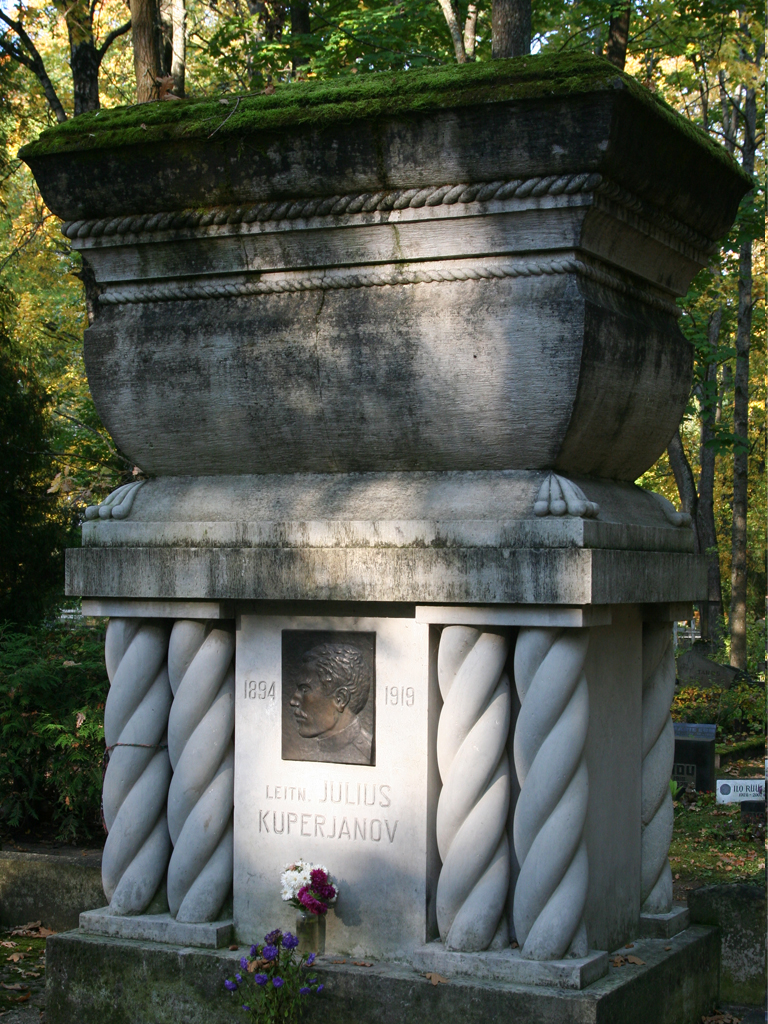
Надгробный памятник на могиле Юлиуса Куперьянова